# Penal Cordillera (película)
Penal Cordillera (en inglés: Prison In The Andes) es una película chilena dirigida y escrita por Felipe Carmona, estrenada el 23 de noviembre de 2023. Se estrenó mundialmente en el marco de la Competencia de Óperas Primas de la edición 67 del BFI London Film Festival.

## Argumento
Los cinco hombres más crueles de la dictadura cívico-militar de Augusto Pinochet cumplen condenas de cientos de años de reclutamiento en una lujosa prisión (Penal Cordillera) a los pies de la cordillera de Los Andes, en Santiago de Chile, por sus crímenes de lesa humanidad.
Cuando un equipo de televisión entrevista a Manuel Contreras, uno de los internos, sus declaraciones tienen un impacto insospechado. Ante el temor de que los trasladen a una cárcel común, los militares harán todo lo posible por mantenerse en el lugar, desatando el delirio y la violencia en medio de las montañas.

## Reparto
- Andrew Bargsted como Navarrete
- Bastián Bodenhöfer como Miguel Krassnoff[5]
- Mauricio Pešutić como Marcelo Moren
- Hugo Medina como Manuel Contreras
- Alejandro Trejo como Odlanier Mena
- Óscar Hernández como Pedro Espinoza
- Daniel Alcaíno como Sepúlveda
- Andrew Bargsted como Franco Navarrete
- Juan Carlos Maldonado como Galdames
- Nicolás Zárate como Castro